# Imogen Stubbs
Imogen Stubbs (Rothbury, Northumberland, 20 de febrero de 1961) es una actriz y escritora británica. Su primer papel protagonista en cine fue en la película Privileged (1982), seguida por A Summer Story. Interpretó a Lucy Steele en Sense and Sensibility (1995). Su primera obra, We Happy Few, fue producida en 2004. En 2008 se unió al equipo de editores de Reader’s Digest como escritora de ficción.
En 1994 se casó con Sir Trevor Nunn, logrando el título de cortesía de Lady Nunn. La pareja tiene dos hijos, un hijo varón y una hija, la actriz Ellie Nunn. En abril de 2011 se anunció la separación de la pareja. Imogen es prima segunda del actor y comediante Alexander Armstrong.

## Filmografía

### Cine
| Año  | Título                         | Rol             | Notas |  |
| ---- | ------------------------------ | --------------- | ----- |  |
| 1982 | Privileged                     | Imogen          |       |  |
| 1986 | Nanou                          | Nanou           |       |  |
| 1988 | A Summer Story                 | Megan David     |       |  |
| 1989 | Erik the Viking                | Aud             |       |  |
| 1991 | True Colors                    | Diana Stiles    |       |  |
| 1991 | The Wanderer                   | Vpz             |       |  |
| 1989 | Fellow Traveler                | TV              |       |  |
| 1994 | A Pin for the Butterfly        | Madre           |       |  |
| 1995 | Jack and Sarah                 | Sarah           |       |  |
| 1995 | Sense & Sensibility            | Lucy Steele     |       |  |
| 1996 | Twelfth Night or What You Will | Viola           |       |  |
| 2003 | Collusion                      | Mary Dolphin    |       |  |
| 2004 | Dead Cool                      | Henny           |       |  |
| 2011 | Babysitting                    | Sra. Wollenberg | Corto |  |
| 2014 | Insomniacs                     | Alice           | Corto |  |
| 2016 | Stake Out                      | Sally           | Corto |  |
| 2017 | Kew Gardens                    | Isabella        | Corto |  |